# Chimarra haimuoimot
Chimarra haimuoimot är en nattsländeart som beskrevs av Malicky 1995. Chimarra haimuoimot ingår i släktet Chimarra och familjen stengömmenattsländor. Inga underarter finns listade i Catalogue of Life.